# Erhaltungsgrad
Erhaltungsgrad (oder Erhaltungszustand) ist in Archäologie und Numismatik sowie anderen Fachgebieten die tatsächliche Beschaffenheit von gebrauchten Gegenständen.

## Allgemeines
Um den Zustand von Sachen zu klassifizieren, kann eine Skala benutzt werden, die abgestuft zwischen „neuwertig“ und „erhebliche Gebrauchsspuren“ oder ähnlichen wertenden Adjektiven differenziert (siehe Verkaufszustand). Allerdings gibt es keine international einheitlichen Skalen, mit deren Hilfe eine Klassifizierung möglich ist. Auch die nach William Sheldon benannte „Sheldon-Skala“ hat sich in der Numismatik international nicht durchgesetzt.

## Archäologie/Bauwesen
In der Archäologie unterscheidet man zwischen Abnutzung (A) und Korrosion (K), denen Skalen von 1 (nicht bis kaum abgenutzt bzw. korrodiert) bis 5 (sehr stark bis ganz abgenutzt bzw. korrodiert) beigefügt werden. Die Erhaltungsgrade von Keramiken berücksichtigen die äußeren und inneren Dekoroberflächen und differieren nach „vollständig erhalten“, „>50 % erhalten“, „<50 % erhalten“ und „nicht erhalten“. Bauwerke variieren von „gut erhalten“, Kriegsbeschädigung bis hin zu sanierungsbedürftig. Bei Wohngebäuden ist deren Erhaltungsgrad ein wichtiges Kriterium für die Wohnqualität und Miethöhe.

## Numismatik
Der Erhaltungsgrad von Münzen beschreibt den Zustand bzw. den Grad der Abnutzung oder Beschädigung. Bei Münzen unterscheidet man im Wesentlichen sieben Wertstufen, die jeweils zusätzlich mit einem Minus- oder einem Pluszeichen versehen werden können, um die Feinheiten darzustellen: Polierte Platte (PP), Spiegelglanz (Sp), Stempelglanz (St.), „vorzüglich“ (v), „sehr schön“ (ss) und „schön“ (s). „PP“ ist eigentlich kein Erhaltungsgrad, sondern ein Prägeverfahren, wird aber als bester Erhaltungsgrad verwendet. Beim Spiegelglanz werden lediglich die Stempel poliert, beim Stempelglanz sind die Ronden und Stempel nicht poliert.
Der Sammlerwert einer Sammlermünze hängt vor allem von ihrem Erhaltungsgrad ab.

## Sonstige
Insbesondere bei weiteren Sammlerobjekten spielt der Erhaltungsgrad eine große Rolle, da er sich auf die Begehrtheit und den Sammlerwert des Objektes auswirkt. Uneinheitliche Skalen für den Erhaltungsgrad existieren unter anderem für die Erhaltungsgrade von Banknoten, Büchern, Schallplatten oder Telefonkarten. Bei ungestempelten Briefmarken richtet sich ihr Wert stark nach dem Erhaltungsgrad.
Bei reparier- oder restaurierbaren Sammelobjekten wie Büchern, Puppen oder technischen Geräten kann der Erhaltungsgrad wieder verbessert werden, wobei allerdings Sammler einen guten Originalzustand gegenüber einem reparierten Zustand bevorzugen. Bei Objekten wie Münzen oder Banknoten ist der Erhaltungsgrad so definiert, dass er nicht künstlich erhöht werden kann. Eingriffe sind hier bestenfalls werterhaltend, bei unsachgemäßer Durchführung aber wertmindernd.
Bei Oldtimern ist der  Erhaltungszustand sogar ein Rechtsbegriff, denn nach § 2 Nr. 22 FZV handelt es sich um Fahrzeuge, die vor mindestens 30 Jahren erstmals in Verkehr gekommen sind, weitestgehend dem Originalzustand entsprechen, in einem guten Erhaltungszustand sind und zur Pflege des kraftfahrzeugtechnischen Kulturgutes dienen. Das Kriterium des guten Erhaltungszustands entscheidet mithin sogar darüber, ob ein Fahrzeug ein Oldtimer ist oder nicht.